# ニッポン無責任野郎
『ニッポン無責任野郎』（ニッポンむせきにんやろう）は、1962年12月23日に公開された日本映画。東宝クレージー映画第2作にして、初の正月映画となった。

## 概要
前作である『ニッポン無責任時代』のヒットを受けて作られた姉妹篇であり、『～時代』の主人公である「平均（たいらひとし）」も意外な形で姿を現す。『～時代』ではハナ肇とクレージーキャッツに団令子・重山規子・中島そのみの「お姐ちゃんトリオ」を絡ませた作品だったが、本作は植木等を中心に構成し、クレージーは全員助演するも、桜井センリ・安田伸・石橋エータローの3名は１場面のみカメオ出演の端役となっている。
本作も『～時代』同様ヒット作となったが、「マジメ人間にこそ幸せが訪れる」というコンセプトのもと、一連のサラリーマン映画をプロデュースしていた藤本真澄は「無責任男」のキャラクターに不満を抱き、翌1963年公開の『日本一の色男』からは「無責任風だが、猪突猛進型の有言実行男」へと生まれ変わらせる。この路線変更と期を同じくして共同脚本の松木ひろしが降板しているため、初期の無責任テイストは彼の個性に拠る部分が大きいとされることがあるが、当初2作とも事実上は田波靖男が単独執筆していた。
同時上映は、東京映画製作の『喜劇 駅前飯店』。

## ストーリー
自由ヶ丘を歩いていた失業中の無責任男・源等は、道で出会った長谷川武という男からタバコの火を借りるが、この長谷川からある事を聞かされる。彼が営業部長として務めている楽器会社「明音楽器」では、近々宮前社長が引退する事になり、王仁専務と幕田常務が後釜を狙って派閥闘争が繰り広げられているのだ。それを知った等はチャンスとばかりに王仁家と幕田家に行き、専務と常務に「明音楽器はあなたの物です」とおだてて入社に成功した。
やがて同僚であるOL・丸山英子の預金を見た等は、英子に「俺は1円玉を預金して、100万円貯めているんだ」とホラを吹いて、結婚を申し込む。ガッチリ屋の英子も喜んで、見事に結婚。結婚式は1000円会費で、等と英子は式そこのけで金儲け、旅行は観光旅行に紛れ込む有り様。そして等は長谷川に惚れているバーのマダム・静子、王仁の恋人・マダム満江、宮前のお目当て芸者・初太郎のハートを捕らえ、しまいには同僚の中込と厚子の仲を取り持つ調子良さ。
やがて等は未収金の取り立てに回されるが、取り立てた500万円を自分名義で預金し、利子で大儲け。さらに等はサックス奏者のゲーリーを利用して、「今度 アメリカ合衆国のスミス楽器の御曹司が来日し、技術提携をしたいと言うんだ」と言ってゲーリーを紹介。王仁と幕田は二人に口車に乗せられて、リベートしまくる。ここまでは上手くやってきた等だったが、世の中そんなに甘くない。あっさりゲーリーの正体がバレ、おまけに等の取り立て預金までバレてしまい、とうとう等はクビに。ならばとばかり会社を去る等。
だがこれで王仁と幕田は、等が二人の間を行き来していた事を知り、宮前からも責任を取らされて「社長失格」とされ、明音楽器は「北海物産」の子会社に。そして「北海物産」の社長が乗り込んで来るその当日、まず社長秘書として見覚えのある者がやって来た。なんとあの源等だ! そして等を気に入り、秘書として雇ったその男は……!!

## スタッフ
- 製作 ： 安達英三朗 ・森田信
- 監督 ： 古沢憲吾
- 監督助手 ： 松森健・坂野義光・和田嘉訓
- 脚本 ： 田波靖男・松木ひろし
- 撮影 ： 飯村正
- 音楽 ： 宮川泰
  - 挿入歌作詞 ： 青島幸男
  - 挿入歌作曲 ： 萩原哲晶
- 美術 ： 小川一男
- 録音 ： 斎藤昭
- 整音 ： 下永尚
- 照明 ： 隠田紀一
- 編集 ： 黒岩義民
- 記録 ： 横山照子
- スチール ： 田中一清

## キャスト
- 源均／平均 ： 植木等
- 丸山英子 ： 団令子
- 長谷川武 ： ハナ肇
- 静子 ： 草笛光子
- 中込晴夫 ： 谷啓
- 中込うめ ： 浦辺粂子
- 石沢厚子 ： 藤山陽子
- 宮前社長 ： 由利徹
- 王仁専務 ： 犬塚弘
- 幕田常務 ： 人見明
- 幕田由紀子 ： 中北千枝子
- 近藤 ： 岡部正
- 板倉 ： 土屋詩朗
- 会津 ： 世志凡太
- 芸者初太郎 ： 中真千子
- マダム満江 ： 中島そのみ
- 大原 ： 桜井センリ
- 小山 ： 安田伸
- ゲーリー ： ジェリー伊藤
- 靴をみがく男 ： 井上大助
- 駅員 ： 堤康久
- 銀行の女の子 ： 瓜生登代子
- 新郎 ： 石橋エータロー
- 新婦 ： 八代美紀
- タクシー運転手 ： 越後憲三
- 結婚式の受付 ： 丸山謙一郎
- 営業部員 ： 権藤幸彦、丘照美
- バー『木陰』のホステス ： 田辺和佳子
- 『木陰』の客 ： 吉田静司、門脇三郎
- 経理部員 ： 岡豊
- 専務の秘書 ： 杉浦千恵
- 明音楽器の社員 ： 細川隆一
- 植木屋 ： 三井紳平
- 廊下の芸者 ： 毛利幸子
- 営業部員 ： 内山みどり
- 結婚式の客 ： 記平佳枝

## 挿入歌
「無責任一代男」
作詞 ： 青島幸男
作曲 ： 萩原哲晶
「ショボクレ人生」
作詞 ： 青島幸男
作曲 ： 萩原哲晶
「ハイそれまでョ」
作詞 ： 青島幸男
作曲 ： 萩原哲晶
「ゴマスリ音頭」
作詞 ： 青島幸男
作曲 ： 萩原哲晶
「これが男の生きる道」
作詞 ： 青島幸男
作曲 ： 萩原哲晶
「やせがまん節」
作詞 ： 青島幸男
作曲 ： 萩原哲晶
「のんき節」
作詞 ： 青島幸男
作曲 ： 石田一松

## 映画に登場する製品
- 銀行待合コーナーの場面で星崎電機製の噴水型ジュース自販機[2][注釈 1] が映る。 参考画像